# Luqa
Ħal Luqa je malteško mjesto koje se nalazi na jugoistoku zemlje. Ime mjesta na aramejskom znači topola. Luqa ima gustu populaciju što je tipično za malteške otoke (6.028 stanovnika u studenom 2005.).
Na glavnom trgu je izgrađena crkva sv. Andrije a tradicionalni blagdan sv. Andrije se slavi prve nedjelje u srpnju dok je liturgijsko slavlje naznačeno za 30. studenog.
Građani mjesta Luqa svake tri godine glasuju za članove gradskog vijeća a vijeće se sastoji od sedam članova od čega je jedan od njih gradonačelnik. Trenutni gradonačelnik Ħal Luqa je John Schembri.
Poznati inovator i proizvođač satova Michelangelo Sapiano (1826. – 1912.) je neko vrijeme živio u mjestu Luqa. On je konstruirao različite vrste satova te je sat na zvoniku lokalne župne crkve jedan od mnogih njegovih radova. Sapiano je u ovom malteškom gradiću živio u kući u ulici Pawlu Magri.
Književnik Malachi Martin je u svojoj knizi "Kralj kraljeva" spomenuo povijesni grad Luqa pod nazivom Luqqawatna kao skrivenom glavnom gradu Filistejaca oko 1000 godina pr. Kr.
Ħal Luqa je poznata i po tome što se kraj nje nalazi međunarodna zračna luka Malta te je sjedište nacionalnog avio prijevoznika Air Malte.

## Zone
Luqa je podijeljena na devet sljedećih zona:
- Għammieri
- Ħal Luqa
- Ta' Ħal Saflieni
- Taċ-Ċagħki
- Taċ-Ċawla
- Tal-Bandieri
- Wied Betti
- Wied il-Knejjes
- Xagħra tas-Simar